# Formule 1 v roce 2014
Sezona 2014 Formule 1 bude 65. sezónou Mistrovství světa Formule 1, závodní série pořádané pod hlavičkou Mezinárodní automobilové federace (FIA). Jezdci a týmy budou závodit celkem v 19 Grand Prix o titul mistra světa jezdců a konstruktérů. V roce 2014 dojde k několika významným změnám pravidel, včetně přechodu z osmiválcových motorů o objemu 2,4 litru používaných v letech 2006 až 2013 na turbomotory šestiválcové o objemu 1,6 litru se zabudovaným systémem rekuperace energie.
Do kalendáře přibyla Grand Prix Ruska, která se pojede v Soči a dohoda je na sedm let od roku 2014 do roku 2020. Formule 1 se vrátí i do Rakouska na okruh Red Bull Ring (dříve známý jako A1-Ring). Naopak se nebude konat Grand Prix Indie a Grand Prix Koreje.
Obhájcem titulů z předchozí sezóny jsou Sebastian Vettel a Red Bull Racing.

## Složení týmů
Sezóny 2014 se pravděpodobně zúčastní všechny týmy, které se účastnily i sezóny předchozí. Nové týmy ve Formuli 1 nepřibudou. Oficiální startovní listinu představila Mezinárodní automobilová federace 10. ledna.
| #  | Obr. | Tým                           | Konstruktér          | Šasí   | Motor                  | Pneu | No. | Obr. | Zkr.              | Jezdci           | Závody          | No.   | Jezdci co jezdili v trénincích             |
| -- | ---- | ----------------------------- | -------------------- | ------ | ---------------------- | ---- | --- | ---- | ----------------- | ---------------- | --------------- | ----- | ------------------------------------------ |
| 1  |      | Infiniti Red Bull Racing      | Red Bull–Renault     | RB10   | Renault Energy F1-2014 | P    | 1   |      | VET               | Sebastian Vettel | Vše             |       |                                            |
| 1  | 3    | Infiniti Red Bull Racing      | Red Bull–Renault     | RB10   | Renault Energy F1-2014 | P    |     | RIC  | Daniel Ricciardo  | Vše              |                 |       |                                            |
| 2  |      | Mercedes AMG Petronas F1 Team | Mercedes             | F1 W05 | Mercedes PU106A Hybrid | P    | 44  |      | HAM               | Lewis Hamilton   | Vše             |       |                                            |
| 2  | 6    | Mercedes AMG Petronas F1 Team | Mercedes             | F1 W05 | Mercedes PU106A Hybrid | P    |     | ROS  | Nico Rosberg      | Vše              |                 |       |                                            |
| 3  |      | Scuderia Ferrari              | Ferrari              | F14 T  | Ferrari 059/3          | P    | 14  |      | ALO               | Fernando Alonso  | Vše             |       |                                            |
| 3  | 7    | Scuderia Ferrari              | Ferrari              | F14 T  | Ferrari 059/3          | P    |     | RAI  | Kimi Räikkönen    | Vše              |                 |       |                                            |
| 4  |      | Lotus F1 Team                 | Lotus–Renault        | E22    | Renault Energy F1-2014 | P    | 8   |      | GRO               | Romain Grosjean  | Vše             | 30 31 | Charles Pic Esteban Ocon                   |
| 4  | 13   | Lotus F1 Team                 | Lotus–Renault        | E22    | Renault Energy F1-2014 | P    |     | MAL  | Pastor Maldonado  | Vše              |                 | 30 31 | Charles Pic Esteban Ocon                   |
| 5  |      | McLaren Mercedes              | McLaren–Mercedes     | MP4-29 | Mercedes PU106A Hybrid | P    | 22  |      | BUT               | Jenson Button    | Vše             |       |                                            |
| 5  | 20   | McLaren Mercedes              | McLaren–Mercedes     | MP4-29 | Mercedes PU106A Hybrid | P    |     | MAG  | Kevin Magnussen   | Vše              |                 |       |                                            |
| 6  |      | Sahara Force India F1 Team    | Force India–Mercedes | VJM07  | Mercedes PU106A Hybrid | P    | 11  |      | PER               | Sergio Pérez     | Vše             | 34    | Daniel Juncadella                          |
| 6  | 27   | Sahara Force India F1 Team    | Force India–Mercedes | VJM07  | Mercedes PU106A Hybrid | P    |     | HUL  | Nico Hülkenberg   | Vše              |                 | 34    | Daniel Juncadella                          |
| 7  |      | Sauber F1 Team                | Sauber–Ferrari       | C33    | Ferrari 059/3          | P    | 99  |      | SUT               | Adrian Sutil     | Vše             | 36 37 | Giedo van der Garde Sergey Sirotkin        |
| 7  | 21   | Sauber F1 Team                | Sauber–Ferrari       | C33    | Ferrari 059/3          | P    |     | GUT  | Esteban Gutiérrez | Vše              |                 | 36 37 | Giedo van der Garde Sergey Sirotkin        |
| 8  |      | Scuderia Toro Rosso           | Toro Rosso–Renault   | STR9   | Renault Energy F1-2014 | P    | 25  |      | VER               | Jean-Éric Vergne | Vše             | 38    | Max Verstappen                             |
| 8  | 26   | Scuderia Toro Rosso           | Toro Rosso–Renault   | STR9   | Renault Energy F1-2014 | P    |     | KVY  | Daniil Kvjat      | Vše              |                 | 38    | Max Verstappen                             |
| 9  |      | Williams Martini Racing       | Williams–Mercedes    | FW36   | Mercedes PU106A Hybrid | P    | 77  |      | BOT               | Valtteri Bottas  | Vše             | 40 41 | Felipe Nasr Susie Wolff                    |
| 9  | 19   | Williams Martini Racing       | Williams–Mercedes    | FW36   | Mercedes PU106A Hybrid | P    |     | MAS  | Felipe Massa      | Vše              |                 | 40 41 | Felipe Nasr Susie Wolff                    |
| 10 |      | Marussia F1 Team              | Marussia-Ferrari     | MR03   | Ferrari 059/3          | P    | 17  |      | BIA               | Jules Bianchi    | 1-15            | 42    | Alexander Rossi                            |
| 10 | 4    | Marussia F1 Team              | Marussia-Ferrari     | MR03   | Ferrari 059/3          | P    |     | CHI  | Max Chilton       | 1-16             |                 | 42    | Alexander Rossi                            |
| 11 |      | Caterham F1 Team              | Caterham–Renault     | CT05   | Renault Energy F1-2014 | P    | 10  |      | KOB               | Kamui Kobajaši   | 1-11, 13-16, 19 | 45 46 | Alexander Rossi Roberto Merhi Robin Frijns |
| 11 | 9    | Caterham F1 Team              | Caterham–Renault     | CT05   | Renault Energy F1-2014 | P    |     | ERI  | Marcus Ericsson   | 1-16             |                 | 45 46 | Alexander Rossi Roberto Merhi Robin Frijns |
| 11 | 45   | Caterham F1 Team              | Caterham–Renault     | CT05   | Renault Energy F1-2014 | P    |     | LOT  | André Lotterer    | 12               |                 | 45 46 | Alexander Rossi Roberto Merhi Robin Frijns |
| 11 | 46   | Caterham F1 Team              | Caterham–Renault     | CT05   | Renault Energy F1-2014 | P    |     | STE  | Will Stevens      | 19               |                 | 45 46 | Alexander Rossi Roberto Merhi Robin Frijns |

Poznámka pod čarou
Sebastian Vettel byl mistrem světa roku 2013, jeho stálé číslo je 5.

### Týmové změny
- Cosworth se v návaznosti na změny pravidel rozhodl ukončit činnost ve Formuli 1. Poslední tým používající motory Cosworth, Marussia, tak musel hledat nového dodavatele. V červenci 2013 Marussie oznámila dlouhodobou spolupráci s Ferrari, které bude dodávat nejen pohonné jednotky, ale i převodovky a další systémy.[29]
- Scuderia Toro Rosso naopak ukončilo spolupráci s Ferrari a motory bude týmu dodávat Renault, který je dodavatelem i pro mateřský tým Red Bull. Oba týmy tak budou používat stejné motory i převodovky.[30]
- Williams ukončil spolupráci s Renaultem a navázal dlouhodobé partnerství s Mercedesem.[24]

### Jezdecké změny
- Mark Webber ukončil po 12 sezónách ve Formuli 1 kariéru a odešel do týmu Porsche v sérii Le Mans.[31] Jeho místo v závodní sedačce Red Bullu převezme dosavadní pilot juniorské stáje Toro Rosso Daniel Ricciardo.[8] Toho pro změnu vystřídá nováček Daniil Kvjat, ruský pilot, závodící v roce 2013 v týmu MW Arden v GP3 Series.[32]
- Felipe Massa po osmi letech opustí Ferrari a přechází do Williamsu[33] namísto Pastora Maldonada. Ten se přesune do Lotusu na místo Kimiho Räikkönena.[14] Räikkönen dokončí kolečko přesunů a v roce 2014 usedne do monopostu Ferrari.[8]
- Sergio Pérez odejde po jednom roce od McLarenu k týmu Force India, kde se k němu přidá i původně pilot Sauberu Nico Hülkenberg[18] U McLarenu ho nahradí Kevin Magnussen, pilot týmu DAMS (Formula Renault 3.5 Series)[34], Hülkenberga měl původně nahradit další nováček Sergej Sirotkin z ISR (také Formula Renault 3.5 Series)[35], nakonec ale místo dostal Esteban Gutiérrez, který za Sauber jezdil i v roce 2013.[21]
- Paul di Resta (Force India) k nenašel angažmá pro sezónu 2014 a ve Formuli 1 se tak neobjeví, zamíří nejspíše do DTM.[36]
- Na konci ledna 2014 oznámil Caterham novou jezdeckou sestavu. Novými piloty se stali Kamui Kobajaši, který se do Formule 1 vrací po roční pauze ve vytrvalostních závodech, a nováček z GP2 Marcus Ericsson, který Formuli 1 testoval již v roce 2009 za Brawn GP.[28]

| Jezdec              | 2013                       | 2014                | Pozice v týmu/Série |
| ------------------- | -------------------------- | ------------------- | ------------------- |
| Mark Webber         | Red Bull Racing            | Porsche             | FIA WEC             |
| Daniel Ricciardo    | Scuderia Toro Rosso        | Red Bull Racing     | jezdec              |
| Daniil Kvjat        | MW Arden (GP3)             | Scuderia Toro Rosso | jezdec              |
| Felipe Massa        | Scuderia Ferrari           | WilliamsF1          | jezdec              |
| Kimi Räikkönen      | Lotus F1                   | Scuderia Ferrari    | jezdec              |
| Pastor Maldonado    | WilliamsF1                 | Lotus F1            | jezdec              |
| Adrian Sutil        | Force India                | Sauber              | jezdec              |
| Nico Hülkenberg     | Sauber                     | Force India         | jezdec              |
| Paul di Resta       | Force India                | HWA Team            | DTM                 |
| Sergio Pérez        | McLaren                    | Force India         | jezdec              |
| Kevin Magnussen     | DAMS (FR 3.5)              | McLaren             | jezdec              |
| Charles Pic         | Caterham                   | Lotus F1            | Testovací jezdec    |
| Giedo van der Garde | Caterham                   | Sauber              | testovací jezdec    |
| Kamui Kobajaši      | AF Corse Ferrari (FIA WEC) | Caterham            | jezdec              |
| Marcus Ericsson     | DAMS (GP2)                 | Caterham            | jezdec              |
| Daniel Juncadella   | WilliamsF1 (TEST)          | Force India         | testovací jezdec    |
| Felipe Nasr         | Carlin (GP2)               | WilliamsF1          | testovací jezdec    |

## Kalendář
Pro sezónu 2014 představila Mezinárodní automobilová federace kalendář obsahující celkem 19 Velkých cen od března do listopadu. Předběžný plán obsahoval závodů 22, navíc ještě velké ceny Koreje, Ameriky (v New Jersey) a Mexika, které byly následně odebrány.
| 1      | Grand Prix Austrálie      | Melbourne Grand Prix Circuit, Melbourne    | 16. března    |
| 2      | Grand Prix Malajsie       | Sepang International Circuit, Kuala Lumpur | 30. března    |
| 3      | Grand Prix Bahrajnu       | Bahrain International Circuit, Sakhir      | 6. dubna      |
| 4      | Grand Prix Číny           | Shanghai International Circuit, Šanghaj    | 20. dubna     |
| 5      | Grand Prix Španělska      | Circuit de Barcelona-Catalunya, Barcelona  | 11. května    |
| 6      | Grand Prix Monaka         | Circuit de Monaco, Monte Carlo             | 25. května    |
| 7      | Grand Prix Kanady         | Circuit Gilles Villeneuve, Montreal        | 8. června     |
| 8      | Grand Prix Rakouska       | Red Bull Ring, Spielberg                   | 22. června    |
| 9      | Grand Prix Velké Británie | Silverstone, Silverstone                   | 6. července   |
| 10     | Grand Prix Německa        | Hockenheimring, Hockenheim                 | 20. července  |
| 11     | Grand Prix Maďarska       | Hungaroring, Budapešť                      | 27. července  |
| 12     | Grand Prix Belgie         | Circuit de Spa-Francorchamps, Spa          | 24. srpna     |
| 13     | Grand Prix Itálie         | Autodromo Nazionale Monza, Monza           | 7. září       |
| 14     | Grand Prix Singapuru      | Marina Bay Street Circuit, Singapur        | 21. září      |
| 15     | Grand Prix Japonska       | Suzuka Circuit, Suzuka                     | 5. října      |
| 16     | Grand Prix Ruska          | Sochi Autodrom, Soči                       | 12. října     |
| 17     | Grand Prix USA            | Circuit of the Americas, Austin, Texas     | 2. listopadu  |
| 18     | Grand Prix Brazílie       | Autódromo José Carlos Pace, São Paulo      | 9. listopadu  |
| 19     | Grand Prix Abú Zabí       | Yas Marina Circuit, Abú Zabí               | 23. listopadu |
| Zdroj: |                           |                                            |               |

### Změny v kalendáři

Nový městský okruh Sochi Autodrom v Soči, na kterém se pojede první ruská velká cena Formule 1

- Velké ceny Bahrajnu a Číny si v kalendáři 2014 prohodily pořadí. Velká cena Bahrajnu se navíc odjela pod umělým osvětlením po vzoru závodu v Abú Zabí.[38]
- Mezi závody v Kanadě a ve Velké Británii se po deseti letech vrátila Velká cena Rakouska na okruhu Red Bull Ring, který dříve hostil závody Formule 1 pod název A1-Ring a Österreichring.
- Velká cena Německa od roku 2008 alternuje mezi okruhy Nürburgringem a Hockenheimringem. Rok 2014 připadl na poslední jmenovaný.[39]
- Velká cena Indie vynechala jednu sezónu v rámci přesunu z říjnového termínu na jarní, který by měla získat v roce 2015.[40]
- Velká cena Koreje byla z kalendáře odstraněna bez náhrady.[2][37]
- Na okruhu v Soči se poprvé pojede Velká cena Ruska. V roce 2014 se v Soči současně konaly Zimní olympijské hry a okruh pro Formuli 1 byl postaven v rámci olympijského komplexu.
- V roce 2012 se ve Španělsku konaly dva závody, Velká cena Španělska v Barceloně a Velká cena Evropy ve Valencii. Pro rok 2013 byla Valencie z kalendáře odstraněna a pořadatelé se dohodli na střídání okruhů po vzoru Německa. Velká cena Španělska 2014 se tak jela na okruhu ve Valencii, na rozdíl od roku 2013, kdy se závod odjel v Barceloně.[41]

### Testování
V roce 2014 jsou naplánovány tři předsezónní testy, každý po čtyřech dnech. První se uskuteční na konci ledna ve španělském Jerezu, zbylé dva v druhé půlce února a na začátku března Bahrajnu.
| Předsezónní testování                   | Předsezónní testování |
| Okruh                                   | Datum                 |
| --------------------------------------- | --------------------- |
| Circuito Permanente de Jerez, Španělsko | 28. – 31. ledna       |
| Sakhir, Bahrajn                         | 19. – 22. února       |
| Sakhir, Bahrajn                         | 27. února – 2. března |

V sezóně 2014 se do Formule 1 vrátí i testování během sezóny. Týmům mělo být umožněno se po čtyřech velkých cenách v Evropě zúčastnit dvoudenních testů v úterý a ve středu. FIA nakonec vybrala dva evropské okruhy - Circuit de Catalunya a Silvestone a okruhy v Bahrajnu a Abú Zabí.
| Sezónní testování               | Sezónní testování   |
| Okruh                           | Datum               |
| ------------------------------- | ------------------- |
| Sakhir, Bahrajn                 | 8. – 9. dubna       |
| Circuit de Catalunya, Španělsko | 13. – 14. května    |
| Silverstone, Velká Británie     | 8. – 9. července    |
| Yas Marina, Abú Zabí            | 25. – 26. listopadu |

## Změny pravidel

### Technická pravidla
- Motory V8 o objemu 2,4 litru budou v roce 2014 nahrazeny turbomotory V6 1,6 litru.[45] Jejich výkon bude omezen na 15 tis. otáček za minutu.[1] Požadovaná životnost byla zdvojnásobena z 2 000 kilometrů na 4 000 kilometrů.[46]
- Systém rekuperace kinetické energie, dříve označovaný jako KERS (z angličtiny, Kinetic Energy Recovery System), se stane součástí motoru,[1] jeho výkon se zvedne ze 60 KW na 120 KW a jezdec ho bude moci využít po dobu 33 sekund během každého kola namísto dřívějších 6,7 sekund.[45] K ERS-K přibude nový systém na rekuperaci tepelné energie od výfuků ERS-H (z angličtiny, Heat).[47]
- V rámci změn ERS bude dovoleno použití elektroniky pro řízení zadních brzd.[1]
- Průtok paliva bude omezen na 100 kg/h při otáčkách vyšších než 10 500 rpm. Při nižších otáčkách bude průtok paliva omezen v závislosti na otáčkách.[48] Současně nesmí spotřeba paliva překročit 100 kg za závod.[1]
- Převodovky budou mít 8 převodů namísto dřívějších 7.[1]
- Přední část vozu bude z bezpečnostních důvodů změněna, nos nesmí být více než 185 mm nad zemí a přední křídla byla zkrácena ze 1 800 mm na 1 650 mm.[1]
- Namísto dvou výfuků bude povolen jen jeden, který musí směřovat nahoru, aby se zabránilo používání výfukových plynů na aerodynamických částech vozu.[1]
- Minimální hmotnost vozu bude zvýšena ze 642 kg 691 kg, původně plánovaných 690 kg[1][49] bylo navýšeno o 1 kg z důvodu změny váhy pneumatik.[50]

### Sportovní pravidla
- Pro sezónu 2014 a dále byl zaveden nový systém penalizací. Piloti za své prohřešky budou sbírat trestné body, pokud jich nasbírají celkem 12, dostanou zákaz startu na jeden závod. Body se po 12 měsících odmazávají.[51] Vznikla i nová penalizace 5 a 10 sekund pro postih drobnějších přestupků, pro které byla dosavadní škála příliš přísná.[52]
- Za nebezpečné vypuštění vozu z boxového stání obdrží jezdec penalizaci 10 míst na startu.[51] maximální rychlost v boxové uličce byla snížena ze 100 .km/h na 80 km/h.[53]
- Piloti budou moci během sezóny využít pouze pět motorů oproti předchozím osmi. Pokud jezdec nasadí šestý motor, bude muset odstartovat z boxové uličky. Pravidla se nově zabývají počtem výměn jednotlivých částí motoru, použití šestých kusů je penalizováno místy na startu. Penalizace posunu na startu se přenáší do dalšího závodu, pokud nebyla naplněna celá, například byl-li jezdec potrestaný posunem o 5 míst dozadu, ale bez penalizace by startoval 20., odstartuje 22. a v další velké ceně se posune o zbylá tři místa dozadu.[54]
- V průběhu sezóny může být změněna specifikace pneumatik i bez souhlasu týmů, pokud je to v zájmu bezpečnosti.[55]
- Týmy dostanou více sad pneumatik v prvním pátečním tréninku. Ty budou muset odevzdat po 30 minutách. Současně mohou během pátečních tréninků nasadit až čtyři různé piloty.[56]
- Piloti si mohou vybrat čísla od 2 do 99, která jim zůstanou po zbytek kariéry. Číslo 1 je rezervováno pro mistra světa předcházející sezóny. Čísla jezdců mají být viditelná na monopostu i na helmě.[57] V rámci této změny došlo i ke změně pořadí jezdců v kvalifikaci, při které nezajeli žádné měřené kolo. Namísto řazení podle čísla bude brán ohled na výsledky v předchozí části kvalifikace.[58]
- Nově byla zřízena trofej „Pole Trophy“, cena bude udělována jezdci s nejlepšími výsledky v kvalifikacích.[59]
- Za poslední závod se bude udělovat dvojnásobný počet bodů, za vítězství tedy 50, za druhé místo 36 atd.[60]

## Pneumatiky
Jediným poskytovatelem pneumatik pro sezónu 2014 bylo Pirelli. Přestože nemají v závodě žádné využití, Pirelli poskytuje týmům od předchozí sezóny během předsezónního tréninku tvrdé zimní pneumatiky, které jsou speciálně navrženy pro výkon v obzvláště chladných dnech. Od ostatních se odlišují tím, že nemají žádné označení na boku.
| Název                    | Barva | Barva | Povrch     | Podmínky tratě | Typ sloučeniny | Přilnavost              | Odolnost              |
| ------------------------ | ----- | ----- | ---------- | -------------- | -------------- | ----------------------- | --------------------- |
| Supersoft (super měkké)  | SS    |       | Hladký     | Suché          | Měkký          | 4 - Nejlepší přilnavost | 1 - Nejnižší odolnost |
| Soft (měkke)             | S     |       | Hladký     | Suché          | Měkký / Tvrdý  | 3                       | 2                     |
| Medium (střední)         | M     |       | Hladký     | Suché          | Tvrdý / Měkký  | 2                       | 3                     |
| Hard (tvrdé)             | H     |       | Hladký     | Suché          | Tvrdý          | 1 - Nejhorší přilnavost | 4 - Nejvyšší odolnost |
| Intermediate (přechodné) | I     |       | Drážkovaný | Mokré          | Přechodný      |                         |                       |
| Wet (mokré)              | W     |       | Drážkovaný | Mokré          | Mokrý          |                         |                       |

## Výsledky

### Pohár jezdců
| Poz.    | Nár.               | Jezdec            | AUS | MAL | BHR | CHN | ESP | MON | CAN | AUT | GBR | GER | HUN | BEL | ITA | SIN | JPN | RUS | USA | BRA | ABU* | Body |
| ------- | ------------------ | ----------------- | --- | --- | --- | --- | --- | --- | --- | --- | --- | --- | --- | --- | --- | --- | --- | --- | --- | --- | ---- | ---- |
| 1       | Spojené království | Lewis Hamilton    | Ret | 1   | 1   | 1   | 1   | 2   | Ret | 2   | 1   | 3   | 3   | Ret | 1   | 1   | 1   | 1   | 1   | 2   | 1    | 384  |
| 2       | Německo            | Nico Rosberg      | 1   | 2   | 2   | 2   | 2   | 1   | 2   | 1   | Ret | 1   | 4   | 2   | 2   | Ret | 2   | 2   | 2   | 1   | 14   | 317  |
| 3       | Austrálie          | Daniel Ricciardo  | DSQ | Ret | 4   | 4   | 3   | 3   | 1   | 8   | 3   | 6   | 1   | 1   | 5   | 3   | 4   | 7   | 3   | Ret | 4    | 238  |
| 4       | Finsko             | Valtteri Bottas   | 5   | 8   | 8   | 7   | 5   | Ret | 7   | 3   | 2   | 2   | 8   | 3   | 4   | 11  | 6   | 3   | 5   | 10  | 3    | 186  |
| 5       | Německo            | Sebastian Vettel  | Ret | 3   | 6   | 5   | 4   | Ret | 3   | Ret | 5   | 4   | 7   | 5   | 6   | 2   | 3   | 8   | 7   | 5   | 8    | 167  |
| 6       | Španělsko          | Fernando Alonso   | 4   | 4   | 9   | 3   | 6   | 4   | 6   | 5   | 6   | 5   | 2   | 7   | Ret | 4   | Ret | 6   | 6   | 6   | 9    | 161  |
| 7       | Brazílie           | Felipe Massa      | Ret | 7   | 7   | 15  | 13  | 7   | 12† | 4   | Ret | Ret | 5   | 13  | 3   | 5   | 7   | 11  | 4   | 3   | 2    | 134  |
| 8       | Spojené království | Jenson Button     | 3   | 6   | 17† | 11  | 11  | 6   | 4   | 11  | 4   | 8   | 10  | 6   | 8   | Ret | 5   | 4   | 12  | 4   | 5    | 126  |
| 9       | Německo            | Nico Hülkenberg   | 6   | 5   | 5   | 6   | 10  | 5   | 5   | 9   | 8   | 7   | Ret | 10  | 12  | 9   | 8   | 12  | Ret | 8   | 6    | 96   |
| 10      | Mexiko             | Sergio Pérez      | 10  | DNS | 3   | 9   | 9   | Ret | 11† | 6   | 11  | 10  | Ret | 8   | 7   | 7   | 10  | 10  | Ret | 15  | 7    | 59   |
| 11      | Dánsko             | Kevin Magnussen   | 2   | 9   | Ret | 13  | 12  | 10  | 9   | 7   | 7   | 9   | 12  | 12  | 10  | 10  | 14  | 5   | 8   | 9   | 11   | 55   |
| 12      | Finsko             | Kimi Räikkönen    | 7   | 12  | 10  | 8   | 7   | 12  | 10  | 10  | Ret | 11  | 6   | 4   | 9   | 8   | 12  | 9   | 13  | 7   | 10   | 55   |
| 13      | Francie            | Jean-Éric Vergne  | 8   | Ret | Ret | 12  | Ret | Ret | 8   | Ret | 10  | 13  | 9   | 11  | 13  | 6   | 9   | 13  | 10  | 13  | 12   | 22   |
| 14      | Francie            | Romain Grosjean   | Ret | 11  | 12  | Ret | 8   | 8   | Ret | 14  | 12  | Ret | Ret | Ret | 16  | 13  | 15  | 17  | 11  | 17† | 13   | 8    |
| 15      | Rusko              | Daniil Kvjat      | 9   | 10  | 11  | 10  | 14  | Ret | Ret | Ret | 9   | Ret | 14  | 9   | 11  | 14  | 11  | 14  | 15  | 11  | Ret  | 8    |
| 16      | Venezuela          | Pastor Maldonado  | Ret | Ret | 14  | 14  | 15  | DNS | Ret | 12  | 17† | 12  | 13  | Ret | 14  | 12  | 16  | 18  | 9   | 12  | Ret  | 2    |
| 17      | Francie            | Jules Bianchi     | NC  | Ret | 16  | 17  | 18  | 9   | Ret | 15  | 14  | 15  | 15  | 18† | 18  | 16  | 20† |     |     |     |      | 2    |
| 18      | Německo            | Adrian Sutil      | 11  | Ret | Ret | Ret | 17  | Ret | 13  | 13  | 13  | Ret | 11  | 14  | 15  | Ret | 21† | 16  | Ret | 16  | 16   | 0    |
| 19      | Švédsko            | Marcus Ericsson   | Ret | 14  | Ret | 20  | 20  | 11  | Ret | 18  | Ret | 18  | Ret | 17  | 19  | 15  | 17  | 19  |     |     |      | 0    |
| 20      | Mexiko             | Esteban Gutiérrez | 12  | Ret | Ret | 16  | 16  | Ret | 14† | 19  | Ret | 14  | Ret | 15  | 20  | Ret | 13  | 15  | 14  | 14  | 15   | 0    |
| 21      | Spojené království | Max Chilton       | 13  | 15  | 13  | 19  | 19  | 14  | Ret | 17  | 16  | 17  | 16  | 16  | Ret | 17  | 18  | Ret |     |     |      | 0    |
| 22      | Japonsko           | Kamui Kobajaši    | Ret | 13  | 15  | 18  | Ret | 13  | Ret | 16  | 15  | 16  | Ret |     | 17  | DNS | 19  | Ret |     |     | Ret  | 0    |
| 23      | Spojené království | Will Stevens      |     |     |     |     |     |     |     |     |     |     |     |     |     |     |     |     |     |     | 17   | 0    |
| –       | Německo            | André Lotterer    |     |     |     |     |     |     |     |     |     |     |     | Ret |     |     |     |     |     |     |      | 0    |
| Poz.    | Nár.               | Jezdec            | AUS | MAL | BHR | CHN | ESP | MON | CAN | AUT | GBR | GER | HUN | BEL | ITA | SIN | JPN | RUS | USA | BRA | ABU* | Body |
| Zdroje: |                    |                   |     |     |     |     |     |     |     |     |     |     |     |     |     |     |     |     |     |     |      |      |

| Legenda k tabulce | Legenda k tabulce                                                                       |
| Barva             | Výsledek                                                                                |
| ----------------- | --------------------------------------------------------------------------------------- |
| Zlatá             | Vítěz                                                                                   |
| Stříbrná          | 2. místo                                                                                |
| Bronzová          | 3. místo                                                                                |
| Zelená            | Bodované umístění                                                                       |
| Modrá             | Nebodované umístění                                                                     |
| Modrá             | Dokončil neklasifikován (NC)                                                            |
| Fialová           | Odstoupil (Ret)                                                                         |
| Červená           | Nekvalifikoval se (DNQ)                                                                 |
| Červená           | Nepředkvalifikoval se (DNPQ)                                                            |
| Černá             | Diskvalifikován (DSQ)                                                                   |
| Bílá              | Nestartoval (DNS)                                                                       |
| Bílá              | Závod zrušen (C)                                                                        |
| Světle modrá      | Pouze trénoval (PO)                                                                     |
| Světle modrá      | Páteční testovací jezdec (TD)                                                           |
| Bez barvy         | Netrénoval (DNP)                                                                        |
| Bez barvy         | Vyřazen (EX)                                                                            |
| Bez barvy         | Nepřijel (DNA)                                                                          |
| Bez barvy         | Odvolal účast (WD)                                                                      |
| Bez barvy         | Nezúčastnil se (prázdné)                                                                |
| Označení          | Význam                                                                                  |
| Tučnost           | Pole position                                                                           |
| Kurzíva           | Nejrychlejší kolo                                                                       |
| †                 | Jezdec nedojel do cíle, ale byl klasifikován, protože odjel více než 90 % délky závodu. |
| ‡                 | Byl udělován poloviční počet bodů, protože bylo odjeto méně než 75 % délky závodu.      |
| Horní index       | Umístění bodujících jezdců ve sprintu                                                   |

Poznámka
- * — Dvojnásobný počet bodů udělovaný v poslední Grand Prix sezóny v Abú Zabí.

### Pohár konstruktérů
| Poř. | Konstruktér                 | No. | AUS | MAL | BHR | CHN | ESP | MON | CAN | AUT | GBR | GER | HUN | BEL | ITA | SIN | JPN | RUS | USA | BRA | ABU* | Body |
| ---- | --------------------------- | --- | --- | --- | --- | --- | --- | --- | --- | --- | --- | --- | --- | --- | --- | --- | --- | --- | --- | --- | ---- | ---- |
| 1    | Mercedes                    | 6   | 1   | 2   | 2   | 2   | 2   | 1   | 2   | 1   | Ret | 1   | 4   | 2   | 2   | Ret | 2   | 2   | 2   | 1   | 14   | 701  |
| 1    | Mercedes                    | 44  | Ret | 1   | 1   | 1   | 1   | 2   | Ret | 2   | 1   | 3   | 3   | Ret | 1   | 1   | 1   | 1   | 1   | 2   | 1    | 701  |
| 2    | Red Bull-Renault            | 5   | Ret | 3   | 6   | 5   | 4   | Ret | 3   | Ret | 5   | 4   | 7   | 5   | 6   | 2   | 3   | 8   | 7   | 5   | 8    | 405  |
| 2    | Red Bull-Renault            | 3   | DSQ | Ret | 4   | 4   | 3   | 3   | 1   | 8   | 3   | 6   | 1   | 1   | 5   | 3   | 4   | 7   | 3   | Ret | 4    | 405  |
| 3    | Williams-Mercedes           | 19  | Ret | 7   | 7   | 15  | 13  | 7   | 12† | 4   | Ret | Ret | 5   | 13  | 3   | 5   | 7   | 11  | 4   | 3   | 2    | 320  |
| 3    | Williams-Mercedes           | 77  | 5   | 8   | 8   | 7   | 5   | Ret | 7   | 3   | 2   | 2   | 8   | 3   | 4   | 11  | 6   | 3   | 5   | 10  | 3    | 320  |
| 4    | Ferrari                     | 14  | 4   | 4   | 9   | 3   | 6   | 4   | 6   | 5   | 6   | 5   | 2   | 7   | Ret | 4   | Ret | 6   | 6   | 6   | 9    | 216  |
| 4    | Ferrari                     | 7   | Ret | 7   | 7   | 15  | 13  | 7   | 12† | 4   | Ret | Ret | 5   | 13  | 3   | 5   | 7   | 11  | 4   | 3   | 2    | 216  |
| 5    | McLaren-Mercedes            | 22  | 3   | 6   | 17† | 11  | 11  | 6   | 4   | 11  | 4   | 8   | 10  | 6   | 8   | Ret | 5   | 4   | 12  | 4   | 5    | 181  |
| 5    | McLaren-Mercedes            | 20  | 2   | 9   | Ret | 13  | 12  | 10  | 9   | 7   | 7   | 9   | 12  | 12  | 10  | 10  | 14  | 5   | 8   | 9   | 11   | 181  |
| 6    | Force India-Mercedes        | 11  | 10  | DNS | 3   | 9   | 9   | Ret | 11† | 6   | 11  | 10  | Ret | 8   | 7   | 7   | 10  | 10  | Ret | 15  | 7    | 155  |
| 6    | Force India-Mercedes        | 27  | 6   | 5   | 5   | 6   | 10  | 5   | 5   | 9   | 8   | 7   | Ret | 10  | 12  | 9   | 8   | 12  | Ret | 8   | 6    | 155  |
| 7    | Scuderia Toro Rosso-Renault | 25  | 8   | Ret | Ret | 12  | Ret | Ret | 8   | Ret | 10  | 13  | 9   | 11  | 13  | 6   | 9   | 13  | 10  | 13  | 12   | 30   |
| 7    | Scuderia Toro Rosso-Renault | 26  | 9   | 10  | 11  | 10  | 14  | Ret | Ret | Ret | 9   | Ret | 14  | 9   | 11  | 14  | 11  | 14  | 15  | 11  | Ret  | 30   |
| 8    | Lotus-Renault               | 8   | Ret | 11  | 12  | Ret | 8   | 8   | Ret | 14  | 12  | Ret | Ret | Ret | 16  | 13  | 15  | 17  | 11  | 17† | 13   | 10   |
| 8    | Lotus-Renault               | 13  | Ret | Ret | 14  | 14  | 15  | DNS | Ret | 12  | 17† | 12  | 13  | Ret | 14  | 12  | 16  | 18  | 9   | 12  | Ret  | 10   |
| 9    | Marussia-Ferrari            | 17  | NC  | Ret | 16  | 17  | 18  | 9   | Ret | 15  | 14  | 15  | 15  | 18† | 18  | 16  | 20† |     |     |     |      | 2    |
| 9    | Marussia-Ferrari            | 4   | 13  | 15  | 13  | 19  | 19  | 14  | Ret | 17  | 16  | 17  | 16  | 16  | Ret | 17  | 18  | Ret |     |     |      | 2    |
| 10   | Sauber-Ferrari              | 99  | 11  | Ret | Ret | Ret | 17  | Ret | 13  | 13  | 13  | Ret | 11  | 14  | 15  | Ret | 21† | 16  | Ret | 16  | 16   | 0    |
| 10   | Sauber-Ferrari              | 21  | 12  | Ret | Ret | 16  | 16  | Ret | 14† | 19  | Ret | 14  | Ret | 15  | 20  | Ret | 13  | 15  | 14  | 14  | 15   | 0    |
| 11   | Caterham-Renault            | 10  | Ret | 13  | 15  | 18  | Ret | 13  | Ret | 16  | 15  | 16  | Ret |     | 17  | DNS | 19  | Ret |     |     | Ret  | 0    |
| 11   | Caterham-Renault            | 9   | Ret | 14  | Ret | 20  | 20  | 11  | Ret | 18  | Ret | 18  | Ret | 17  | 19  | 15  | 17  | 19  |     |     |      | 0    |
| 11   | Caterham-Renault            | 45  |     |     |     |     |     |     |     |     |     |     |     | Ret |     |     |     |     |     |     |      | 0    |
| 11   | Caterham-Renault            | 46  |     |     |     |     |     |     |     |     |     |     |     |     |     |     |     |     |     |     | 17   | 0    |
| Poř. | Konstruktér                 | No. | AUS | MAL | BHR | CHN | ESP | MON | CAN | AUT | GBR | GER | HUN | BEL | ITA | SIN | JPN | RUS | USA | BRA | ABU* | Body |

| Legenda k tabulce | Legenda k tabulce                                                                       |
| Barva             | Výsledek                                                                                |
| ----------------- | --------------------------------------------------------------------------------------- |
| Zlatá             | Vítěz                                                                                   |
| Stříbrná          | 2. místo                                                                                |
| Bronzová          | 3. místo                                                                                |
| Zelená            | Bodované umístění                                                                       |
| Modrá             | Nebodované umístění                                                                     |
| Modrá             | Dokončil neklasifikován (NC)                                                            |
| Fialová           | Odstoupil (Ret)                                                                         |
| Červená           | Nekvalifikoval se (DNQ)                                                                 |
| Červená           | Nepředkvalifikoval se (DNPQ)                                                            |
| Černá             | Diskvalifikován (DSQ)                                                                   |
| Bílá              | Nestartoval (DNS)                                                                       |
| Bílá              | Závod zrušen (C)                                                                        |
| Světle modrá      | Pouze trénoval (PO)                                                                     |
| Světle modrá      | Páteční testovací jezdec (TD)                                                           |
| Bez barvy         | Netrénoval (DNP)                                                                        |
| Bez barvy         | Vyřazen (EX)                                                                            |
| Bez barvy         | Nepřijel (DNA)                                                                          |
| Bez barvy         | Odvolal účast (WD)                                                                      |
| Bez barvy         | Nezúčastnil se (prázdné)                                                                |
| Označení          | Význam                                                                                  |
| Tučnost           | Pole position                                                                           |
| Kurzíva           | Nejrychlejší kolo                                                                       |
| †                 | Jezdec nedojel do cíle, ale byl klasifikován, protože odjel více než 90 % délky závodu. |
| ‡                 | Byl udělován poloviční počet bodů, protože bylo odjeto méně než 75 % délky závodu.      |
| Horní index       | Umístění bodujících jezdců ve sprintu                                                   |